# 吴永平
吴永平（1959年7月—），山西怀仁人，1981年6月入党，1975年4月参加工作，研究生学历，高级工程师。第十一届全国人民代表大会山西地区代表。

## 生平
毕业于山西省委党校公共管理专业。2008年1月接替死于任上的刘随生担任同煤集团董事长。2008年起担任全国人大代表。后担任山西省煤炭工业厅党组书记、厅长。2014年12月12日，因涉嫌违纪被中共山西省纪委调查。12月31日，山西省第十二届人民代表大会常务委员第十七次会议决定免去吴永平山西省煤炭工业厅厅长一职。